# Espintrònica
Espintrònica (neologisme a partir de "espín" i "electrònica") també coneguda com a espinelectrònica és un camp emergent en la física de l'estat sòlid que explota l'orientació del seu espín així com el seu grau d'acoblament espín-òrbita. Aquesta nova disciplina podria suposar una gran evolució en l'electrònica convencional basada en silici en què el l'energia i el nombre d'electrons són els paràmetres a controlar donant lloc a limitacions importants en la velocitat de transmissió de la informació i a fenòmens no desitjats com la dissipació d'energia en forma de calor.
Un dispositiu espintrònic convencional, com el proposat pels físics Datta-Das, consisteix en tres components. Un injector d'espín consistent d'un material magnètic, un semiconductor en què es manipula mitjançant un elèctrode metàl·lic l'orientació de l'espín i finalment un segon material ferromagnètic que ens permeti detectar l'orientació de l'espín. Els materials habituals per realitzar la injecció i detecció poden ser: contactes ferromagnètics metàl·lics amb alta temperatura de Curie ({\displaystyle Fe,Co}), contactes quasi-metàl·lics ({\displaystyle Fe_{3}O_{4}}) o semiconductors magnètics diluïts ({\displaystyle In_{x}Mn_{1-x}As,Ga_{x}Mn_{1-x}As}). Recentment es comença a considerar la injecció i detecció del espín de forma òptica, fet que augmenta l'eficiència del dispositiu.

## Fonament teòric
L'espín de l'electró és un concepte quàntic sense analogia clàssica que es pot definir com el moment angular intrínsec d'un electró diferent del moment angular a causa del seu moviment orbital al voltant del nucli. En el cas més simple s'imagina l'espín com una rotació en sentit horari o antihorari de l'electró definint els dos estats propis habituals de {\displaystyle S=\pm 1/2} referents a l'espín amunt i espín avall. El moment orbital d'espín té un moment magnètic associat el qual determina les propietats magnètiques dels materials com el paramagnetisme, el diamagnetisme o en el cas més interessant per les aplicacions, el ferromagnetisme. En molts materials la població de spins amunt i avall és equivalent i els dos estats es troben degenerats energèticament però en alguns materials hi ha certa polarització d'espins, és a dir, més concentració d'un tipus que d'un altre.
En la espintrònica l'objectiu consisteix a transmetre una certa polarització dels espins creada en un material ferromagnètic a través d'un material semiconductor en què l'espín rotarà una quantitat controlable fins a un altre material ferromagnètic. En funció de l'orientació de l'espín quan aquest es troba la segona interfície tindrem un pas lliure del corrent o un bloqueig obtenint així els estats '1' i '0' necessaris en qualsevol processament d'informació.

### Model de resistència
El model de la resistència o el model dels dos corrents es basa en l'efecte de la magnetoresistència descobert per Jullière el 1975 i és el model més senzill d'explicar les propietats d'un injector d'espín. Aquest model considera que es pot tractar les dues orientacions de l'espín de forma independent assumint que no hi ha cap dispersió entre ells.
A causa de la polarització existent en alguns materials, la diferència de la densitat d'estats al voltant de l'energia de Fermi, les dues orientacions tindran una diferència de conductivitat associada i per tant, podem tractar l'elèctrode ferromagnètic com dues resistències connectades en paral·lel. Aquest tractament es pot estendre al llarg del dispositiu obtenint dos canals paral·lels per cada orientació i en cada un una resistència del primer elèctrode ferromagnètic, el semiconductor i el segon elèctrode. La polarització d'espín {\displaystyle \beta } es defineix com al diferència de conductivitats i la resistència total del sistema {\displaystyle R_{FM}} ve donada per la suma de cada orientació.
{\displaystyle \beta =(\sigma _{FM}^{\uparrow }-\sigma _{FM}^{\downarrow })/(\sigma _{FM}^{\uparrow }+\sigma _{FM}^{\downarrow }),1/R_{FM}=1/R_{FM}^{\uparrow }+1/R_{FM}^{\downarrow }}
Si la majoria d'orientació del primer elèctrode coincideix amb la majoria d'orientació del segon elèctrode, la resistència total del sistema és baixa, el corrent flueix i estem en l'estat '1'. En cas contrari trobem una alta resistència el flux de corrent polaritzat i estem en l'estat '0'. Com que la polarització del segon elèctrode es manté sempre constant en detectar el flux o no de corrent (el '1' o el '0') estem detectant l'orientació del primer elèctrode.

## Bibliogtrafia
- Ultrafast Manipulation of Electron Spin Coherence . J. A. Gupta, R. Knobel, N. Samarth and D. D. Awschalom in Science, vol. 292, pp. 2458-2461; 29 juny 2001.